# Sainte-Euphémie-sur-Rivière-du-Sud
Sainte-Euphémie-sur-Rivière-du-Sud es un municipio canadiense situado en la provincia de Quebec.

## Superficie
Sainte-Euphémie-sur-Rivière-du-Sud tiene una superficie de 92,44 km².

## Demografía
En 2021, tenía 338 habitantes, una densidad poblacional de 3,7 hab./km², y 209 viviendas.